# Wereldkampioenschappen veldrijden 1978
De wereldkampioenschappen veldrijden 1978 werden gehouden op 22 januari 1978 in Amorebieta, Spanje.

## Uitslagen

### Mannen, elite
| Plaats | Renner              | Land                     | Tijd    |
| ------ | ------------------- | ------------------------ | ------- |
|        | Albert Zweifel      | Zwitserland              | 1:07.21 |
| Zilver | Peter Frischknecht  | Zwitserland              | + 0.54  |
| Brons  | Klaus-Peter Thaler  | Bondsrepubliek Duitsland | + 2.32  |
| 4.     | Willy Lienhard      | Zwitserland              | + 4.52  |
| 5.     | Marc De Block       | België                   | + 5.48  |
| 6.     | Erwin Lienhard      | Zwitserland              | + 6.06  |
| 7.     | Richard Steiner     | Zwitserland              | + 6.17  |
| 8.     | Eric Desruelle      | België                   | + 7.04  |
| 9.     | Gertie Wildeboer    | Nederland                | + 8.23  |
| 10.    | Cees Van der Wereld | Nederland                | + 8.48  |

### Mannen, amateurs
| Plaats | Renner              | Land              | Tijd    |
| ------ | ------------------- | ----------------- | ------- |
|        | Roland Liboton      | België            | 1:02.32 |
| Zilver | Gilles Blaser       | Zwitserland       | + 0.21  |
| Brons  | Karl-Heinz Helbling | Zwitserland       | + 0.30  |
| 4.     | Hennie Stamsnijder  | Nederland         | + 1.18  |
| 5.     | Vito Di Tano        | Italië            | + 1.37  |
| 6.     | Jean-Yves Plaisance | Frankrijk         | + 1.54  |
| 7.     | Andrzej Mąkowski    | Polen             | + 2.04  |
| 8.     | Alex Gérardin       | Frankrijk         | + 2.17  |
| 9.     | Miloš Fišera        | Tsjecho-Slowakije | + 2.22  |
| 10.    | Franco Vagneur      | Italië            | z.t.    |

## Medaillespiegel
| Plaats | Land                     | Goud | Zilver | Brons | Totaal |
| 1      | Zwitserland              | 1    | 2      | 1     | 4      |
| 2      | België                   | 1    | 0      | 0     | 1      |
| 3      | Bondsrepubliek Duitsland | 0    | 0      | 1     | 1      |
| Totaal | Totaal                   | 2    | 2      | 2     | 6      |

1950 · 
1951 · 
1952 · 
1953 · 
1954 · 
1955 · 
1956 · 
1957 · 
1958 · 
1959 · 
1960 · 
1961 · 
1962 · 
1963 · 
1964 · 
1965 · 
1966 · 
1967 · 
1968 · 
1969 · 
1970 · 
1971 · 
1972 · 
1973 · 
1974 · 
1975 · 
1976 · 
1977 · 
1978 · 
1979 · 
1980 · 
1981 · 
1982 · 
1983 · 
1984 · 
1985 · 
1986 · 
1987 · 
1988 · 
1989 · 
1990 · 
1991 · 
1992 · 
1993 · 
1994 · 
1995 · 
1996 · 
1997 · 
1998 · 
1999 · 
2000 · 
2001 · 
2002 · 
2003 · 
2004 · 
2005 · 
2006 · 
2007 · 
2008 · 
2009 · 
2010 · 
2011 · 
2012 · 
2013 · 
2014 · 
2015 · 
2016 · 
2017 · 
2018 · 
2019 ·
2020 ·
2021 ·
2022 ·
2023 ·
2024 ·
2025

Categorieën

Mannen elite · 
vrouwen elite · 
mannen beloften · 
vrouwen beloften · 
jongens junioren · 
meisjes junioren · 
gemengde estafette

Voormalig:
mannen amateurs